# Meiothecium guineense
Meiothecium guineense är en bladmossart som beskrevs av Schultze-motel 1975. Meiothecium guineense ingår i släktet Meiothecium och familjen Sematophyllaceae. Inga underarter finns listade i Catalogue of Life.